# Чёрная магия, или Свидание с дьяволом
«Чёрная магия, или Свидание с дьяволом» — советский фильм 1990 года режиссёров Бориса Дурова и Юрия Музыки.

## Сюжет
Советская Молдавия, осень 1946 года. Дела в колхозе, возглавляемом отставником Филатом, идут неважно — люди умирают с голоду, а районное начальство продолжает повышать планы. И вот однажды паренёк Петруц, подрабатывающий писарем, находит на чердаке бывшего барского дома книгу по чёрной магии. Доведённые до отчаяния крестьяне решают прибегнуть к рекомендациям, которые описаны в этом томе.
Однако Петруца, как сына погибшего красноармейца, должны отправить в интернат, тогда бабка и дед запирают его в карцере бывшего барского дома. Затем крестьяне режут единственную оставшуюся в селе овцу, принадлежащую бывшему артисту Любомиру. После всего этого Петруц заболевает, и его родственникам приходится звать на помощь цыганку Милитину, к дочери которой, Цирике, юноша испытывает симпатию.
Молодой человек выздоравливает, и перед Рождеством селяне идут в лес для выполнения обряда, о котором они прочитали в чёрной книге. Они долго без толку вопят, призывая чёрта. Муж Милитины Чумак выходит из круга, тогда крестьяне заявляют, что из-за этого обряд не удался, после чего насмерть забивают односельчанина. В это время у цыганки в доме разбивается зеркало. Тем временем массовое помешательство продолжается — крестьяне забираются на чердак барского дома, вытаскивают все находящиеся там книги и сжигают их. Петруца убивают сразу после похорон Чумака.

## В ролях
- Александр Зорилэ — Петруц
- Стелла Мырзенко — Цирика
- Капитолина Ильенко — бабка Кассандра
- Виктор Яковлев — дед Климентий
- Светлана Янковская — Милитина, цыганка
- Мартиньш Вилсонс — Чумак, муж Милитины, отец Цирики, Целу и Цану
- Любомир Йорга — Любомир
- Василе Тэбырцэ — Филат, председатель колхоза
- Ион Аракелу — Тудор, деревенский дурачок
- Николас Дарий — уполномоченный
- Кэлин Мэняцэ — ветеринар
- Марина Гайзидорская — жена ветеринара
- Саша Кириллов — Целу
- Вася Леонов — Цану